# Underwoodisaurus
Genre
Underwoodisaurus est un genre de gecko de la famille des Carphodactylidae.

## Répartition
Les espèces de ce genre sont endémiques d'Australie.

## Description
Ce sont des reptiles plutôt petits, avec une queue épaisse, des pattes assez longues et fines et de grands yeux surmontés d'un bourrelet. On rencontre ces espèces en Australie.

## Liste des espèces
Selon The Reptile Database (2 juin 2012) :
- Underwoodisaurus milii (Bory de Saint-Vincent, 1823)
- Underwoodisaurus seorsus Oughty & Oliver, 2011

## Publication originale
- Wermuth, 1965 : Liste der rezenten Amphibien und Reptilien, Gekkonidae, Pygopodidae, Xantusidae. Das Tierreich, vol. 80, p. 1-246.